# Avalanche Peak
Avalanche Peak är en bergstopp i Kanada. Den ligger i territoriet Yukon, i den västra delen av landet. Toppen på Avalanche Peak är 4 228 meter över havet.
Den högsta punkten i närheten är Mount Wood, 4 842 meter över havet, 13,2 km öster om Avalanche Peak. Det finns inga samhällen i närheten.
Trakten runt Avalanche Peak är permanent täckt av is och snö.